# Hoba Hoba Spirit
Hoba Hoba Spirit es un grupo de fusión marroquí creado en Casablanca (Marruecos) en 1998. Se define como un grupo de Haiha Music (La música "movida"). Su música es una mezcla de muchos estilos musicales entre ellos Rock de fusión, Rock and roll, Folk, Chaâbi (estilo musical marroquí), Reggae, Gnawa y muchos más. Esta formación se distingue de otras y obtuvo y sigue obteniendo un éxito en la juventud urbana marroquí desde su primer álbum Hoba hoba spirit (2004). Hoba Hoba Spirit, es un equipo sobre todo original que, desde hace siete años, traza su carretera a través del nuevo paisaje musical marroquí. Mezclan las lenguas (especialmente Darija, Árabe dialectal, inglés y francés) y las culturas, los sonidos y los ritmos, el humor y la seriedad, los colores y los sabores. Cinco álbumes y años de conciertos, para terminar por imponerse como "portavoz de aquellos a los que no se da la palabra"

## Miembros
- Réda Allali - Guitarra y Canto
- Anouar Zehouani - Guitarra
- Adil Hanine - Batería (instrumento musical)
- Saâd Bouidi - Bajo eléctrico
- Othmane Hmimar - Coro y Percusión
- Absessamad Bourhim - Guitarra

## Antiguos miembros
Oubizz (actual cantante de Darga) - Coro y percusión

## Discografía
- Hoba hoba spirit (2004)

1. Casa
2. Soudani
3. Maricane
4. Gnawa Blues
5. Fine Ghadi Biya
6. Basta Lahya
7. La tele
8. La'hrig

- Blad Schizophrene (2005)

1. Jamal
2. Blad Schizo
3. Chalala...
4. Ma Ajebtinich
5. El Kelb
6. Aourioura
7. El Caïd Mötorhead
8. Seddina (wa choukrane)

- Trabando (2007)

1. Hoba's Back
2. Intikhabat
3. Fhamatôr
4. Kalakh
5. Baz Feat. Bigg
6. Maradona
7. Zerda
8. Tiqar
9. Marock'n Roll II
10. Miloudi
11. Trabando
12. Super Caid

- El Goudam (2008)

1. Radio Hoba
2. Hyati
3. Wakel Chareb Na3ess.Feat STATI
4. Jdoudna Kanou Shah
5. 60%
6. Rabe3a
7. Femme Actuelle
8. Arnaque Mondiale
9. El goudam
10. Spoutnik

- Nefs & Niya (2010)

1. Bab Sebta
2. Les Anesthésistes
3. Dark Bendir Army
4. Terrorist
5. Black Moussiba
6. Fawda
7. Al Qanat Assaghira
8. The Débil
9. Happy Hour
10. Qadi Hajtou
11. Nefs & Niya

- Atlas Group (2012)

1. Sma3 Sawt Cha3b
2. La Rahma La Chafaka
3. Atlas Dancefloor
4. Tiqar
5. Glandistino

- Kalakhnikov (2013)

1. Ayna l'mafar
2. Kalakhnikov
3. Sidi bouzekri
4. Grimma awards
5. Ketama airways
6. Khoroto driver
7. Abdelkader
8. Kerch power
9. Heroes

## Álbumes recopilatorios
Las canciones Fine Ghadi Biya Khouya, Basta Lahya et Casa están en el álbum recopilatorio de música marroquí joven Stoune 2, distribuidos por la revista TelQuel. Las canciones Blad Skizo , Ma Ajebtinich et L'Kelb aparecen en la recopilación Stoune 3 de la misma revista, tal como Hoba's Back en Stoune 4.